# Vellozia variegata
Vellozia variegata är en enhjärtbladig växtart som beskrevs av Goethart och Johannes Jan Theodoor Henrard. Vellozia variegata ingår i släktet Vellozia och familjen Velloziaceae. Inga underarter finns listade.